# 朱成鏝
和川悼僖王朱成镘（1449年—1478年6月2日），明朝代隐王朱仕㙻庶五子，一作第四子。母贾氏。

## 生平
天順二年（1458年）五月赐名。天順三年（1459年）七月，明英宗遣定西侯蔣琬、彭城伯張瑾、遂安伯陳韶、襄城伯李瑾、修武伯沈煜、成山伯王琮為正使，給事中曹衡、錢澍、王鉉、劉彝、王儼、鄭瑞為副使，各自持節冊封朱成鏝為和川王。
天順六年（1462年）二月，英宗从代隐王所奏，赐朱成鏝醫士一人。五月，給朱成鏝歲祿二千石，米鈔兼支。七年（1463年）三月，命丰城侯李勇、平鄉伯陳政為正使，吏科給事中沈珤、戶科給事中冉哲為副使，持節冊封西城兵馬副指揮張𨭉的女儿為和川王妃，賜儀仗冠服。
代隐王逝世后，成化元年（1465年）四月，朱成鏝与兄长代世子朱成鍊、堂叔广灵王朱仕𰊊和三哥博野王朱成鐭送丧出城，良久方还。大同守臣上奏。五月，明宪宗敕令朱成鍊：根据祖训，世子、郡王出城必先差人奏请，念及他们是宗亲，姑且不追究，敕令他们深刻自省改过，今后务必循礼守法，不要重蹈覆辙，玷污代府名声。
成化九年（1473年）二月，朱成鏝因其母賈氏获封代隱王夫人，奏称想詣闕謝恩，明宪宗写信制止。
四月，朱成鏝和兄长代惠王朱成鍊、朱仕𰊊、侄子定安悼隱王長子朱聰潏因連日出城詣真武廟行香，被守臣上报，宪宗降敕书責諭，并因王府官不諫止，命逮捕治罪。
成化十四年（1478年）五月，朱成鏝薨。宪宗得知其死讯，輟朝一日，按制度賜祭葬，諡悼僖。成化十六年（1480年）九月，長子朱聰潪袭為和川王。

## 家庭

### 妻妾
- 王妃张氏

### 子孙
- 嫡长子和川宣懿王朱聪潪，成化九年（1473年）四月赐名
- 第二子镇国将军朱聰淖，成化九年（1473年）四月赐名[12]
  - 嫡長子輔國將軍朱俊枝，弘治四年（1491年）二月赐名[13]，十六年（1503年）八月按制度赐誥命冠服[14]
  - 第二子輔國將軍朱俊㮙，弘治五年（1492年）三月赐名[15]，十六年（1503年）八月按制度赐誥命冠服[14]
  - 嫡第三子輔國將軍朱俊榤，弘治七年（1494年）三月赐名[16]，十六年（1503年）八月按制度赐誥命冠服[14]
  - 庶第四子朱俊楝，弘治十年（1497年）八月赐名[17]
  - 庶第五子朱俊梱，弘治十七年（1504年）二月赐名[18]
- 第三子镇国将军朱聰濘，成化九年（1473年）四月赐名[12]
  - 长子輔國將軍朱俊楥，弘治五年（1492年）三月赐名[15]，十六年（1503年）八月按制度赐誥命冠服[14]
  - 庶第二子輔國將軍朱俊橙，弘治七年（1494年）三月赐名[16]，十六年（1503年）八月按制度赐誥命冠服[14]
  - 庶第三子朱俊杼，弘治十七年（1504年）二月赐名[18]
- 第四子镇国将军朱聰澩，成化十七年（1481年）二月赐名[19]
  - 嫡子朱俊槤，弘治九年（1496年）七月赐名[20]